# Cody Parker
Cody Parker (ur. 27 czerwca 1992) – kanadyjski lekkoatleta specjalizujący się w rzucie oszczepem.
Nie awansował do finału (używając oszczepu o wadze 700 gramów) mistrzostw świata juniorów młodszych w Bressanone (2009). W 2011 został srebrnym medalistą mistrzostw panamerykańskich juniorów. 
Rekord życiowy: 77,98 (25 maja 2013, Pueblo). 

## Osiągnięcia
| Rok  | Impreza                               | Miejsce          | Pozycja           | Wynik |
| ---- | ------------------------------------- | ---------------- | ----------------- | ----- |
| 2009 | Mistrzostwa świata juniorów młodszych | Tyrol Południowy | el. – 17. miejsce | 64,19 |
| 2011 | Mistrzostwa panamerykańskie juniorów  | Miramar          | 2. miejsce        | 73,50 |
| 2013 | Uniwersjada                           | Kazań            | el. – 20. miejsce | 65,77 |